# Africa Sports National
L'Africa Sports National è una società polisportiva ivoriana di Abidjan, fondata nel 1947. La sua sezione calcistica milita nella Ligue 1, la massima serie del campionato ivoriano di calcio e gioca le gare interne nello stadio Félix Houphouët-Boigny, impianto che può ospitare fino a 20 000 spettatori.
La squadra di calcio dell'Africa Sports National è la seconda compagine calcistica ivoriana per numero di trofei vinti in patria, dietro ai rivali dell'ASEC Mimosas. A livello internazionale vanta in bacheca 2 Coppe delle Coppe CAF e una Supercoppa africana.

## Storia
L'Africa Sports National fu fondato il 27 aprile 1947 a Treichville da un gruppo di giovani che intendevano promuovere la pratica del calcio senza discriminazioni. Pierre Doua Sery detto Mogador, Léon Blé, Pascal Bailly, Albert Guigui, Pierre Zokou, grandi appassionati di calcio e militanti nel Club Sportif Bété (CSB), si riunirono e decisero di cambiare il nome del club in Afrique Sport (mutuato dal nome di un noto giornale ivoriano) su proposta di Bailly, in modo da rappresentare tutto il continente africano. Di lì a poco il club divenne Africa Sports National. Il primo presidente fu Léon Blé, che di mestiere era falegname: i giocatori del club dormivano nel suo laboratorio a Treichville.
Nel 1967 vinse per la prima volta il titolo nazionale, mentre il primo successo in ambito internazionale sarebbe giunto venticinque anni più tardi.
Il 6 dicembre 1992 l'Africa Sports National divenne il primo club ivoriano a vincere la Coppa delle Coppe d'Africa battendo in finale per 5-1 i burundesi del Vital'O.
Il 10 gennaio 1993 vinse la Supercoppa africana contro i marocchini del Wydad Casablanca ai tiri di rigore di fronte a 40 000 spettatori.
Nel 1999 vinse per la seconda volta la Coppa delle Coppe d'Africa sconfiggendo in finale i tunisini del Club Africain per 2-1.
Il club ha vinto tre titoli nazionali dal 2007 al 2011 sotto la guida del tecnico italiano Salvatore Nobile, subentrato nel 2007 al conterraneo Francesco Moriero.

## Organico

### Rosa
Aggiornata all'11 maggio 2018.
| N. |                           | Ruolo | Calciatore       |
| -- | ------------------------- | ----- | ---------------- |
| 3  | Nigeria (bandiera)        | A     | Michael Anwuli   |
| 4  | Costa d'Avorio (bandiera) | D     | Giles Privat     |
| 6  | Costa d'Avorio (bandiera) | C     | Seydou Nacanaba  |
| 10 | Costa d'Avorio (bandiera) | C     | Parfait Guiagon  |
| 11 | Costa d'Avorio (bandiera) | A     | Bakari Diallo    |
| 12 | Costa d'Avorio (bandiera) | A     | Mamadou Diomandé |
| 13 | Costa d'Avorio (bandiera) | A     | Thomas Gonazo    |
| 14 | Senegal (bandiera)        | C     | Lamine N'Diaye   |
| 15 | Costa d'Avorio (bandiera) | D     | Richard Kouakou  |
| 16 | Togo (bandiera)           | P     | Idrissa Ogodjo   |
| 17 | Costa d'Avorio (bandiera) | D     | Yann Zébré       |

| N. |                           | Ruolo | Calciatore       |
| -- | ------------------------- | ----- | ---------------- |
| 18 | Costa d'Avorio (bandiera) | A     | Ousmane Diallo   |
| 19 | Costa d'Avorio (bandiera) | C     | Stevens Koffi    |
| 20 | Costa d'Avorio (bandiera) | C     | Emmanuel Inagohi |
| 21 | Costa d'Avorio (bandiera) | D     | Olivier Kouakou  |
| 22 | Costa d'Avorio (bandiera) | P     | Hortalin Zadi    |
| 23 | Costa d'Avorio (bandiera) | D     | Aubin Kouamé     |
| 25 | Ghana (bandiera)          | D     | Richmond Opoku   |
| 26 | Ghana (bandiera)          | A     | Kwame Bekoe      |
| 27 | Costa d'Avorio (bandiera) | D     | Séraphin Aka     |
| 28 | Costa d'Avorio (bandiera) | C     | Mory Cissoko     |

## Palmarès

### Competizioni nazionali
- Campionato ivoriano: 17

1967, 1968, 1971, 1977, 1978, 1982, 1983, 1985, 1986, 1987, 1988, 1989, 1996, 1999, 2007, 2008, 2011
- Coppa della Costa d'Avorio: 15

1961, 1962, 1964, 1977, 1978, 1979, 1981, 1982, 1985, 1986, 1989, 1993, 1998, 2002, 2009
- Coppa Félix Houphouët-Boigny: 11

1979 ,1981, 1982, 1986, 1987, 1988, 1989, 1991, 1993, 2003, 2015

### Competizioni internazionali
- Coppa delle Coppe CAF: 2

1992, 1999
- Supercoppa CAF: 1

1993

### Altri piazzamenti
- Campionato ivoriano:

Secondo posto: 2009
- Coppa della Costa d'Avorio:

Finalista: 1962, 1969, 1974, 1994, 1996, 1997, 2003
- CAF Champions League:

Finalista: 1986
- Coppa delle Coppe d'Africa:

Semifinalista: 1998
- Coppa CAF:

Semifinalista: 2001
- Coppa delle Coppe d'Africa:

Finalista: 1980, 1993
- Supercoppa CAF:

Finalista: 2000